# Corps de place
Un corps de place est  l'enceinte principale d'une place forte, c'est-à-dire l'ensemble des ouvrages formant une enceinte continue autour de la place forte. 

## Châteaux forts
Dans le Nord-Ouest de la France et en Angleterre, au XIe siècle, le corps de place fait partie d'un système de défense en profondeur, qui précède le donjon. Pour réduire l'espace à défendre et éviter de disperser la garnison, le corps de place est de plus en plus réduit à partir de la fin du XIIe siècle et le donjon y est incorporé.

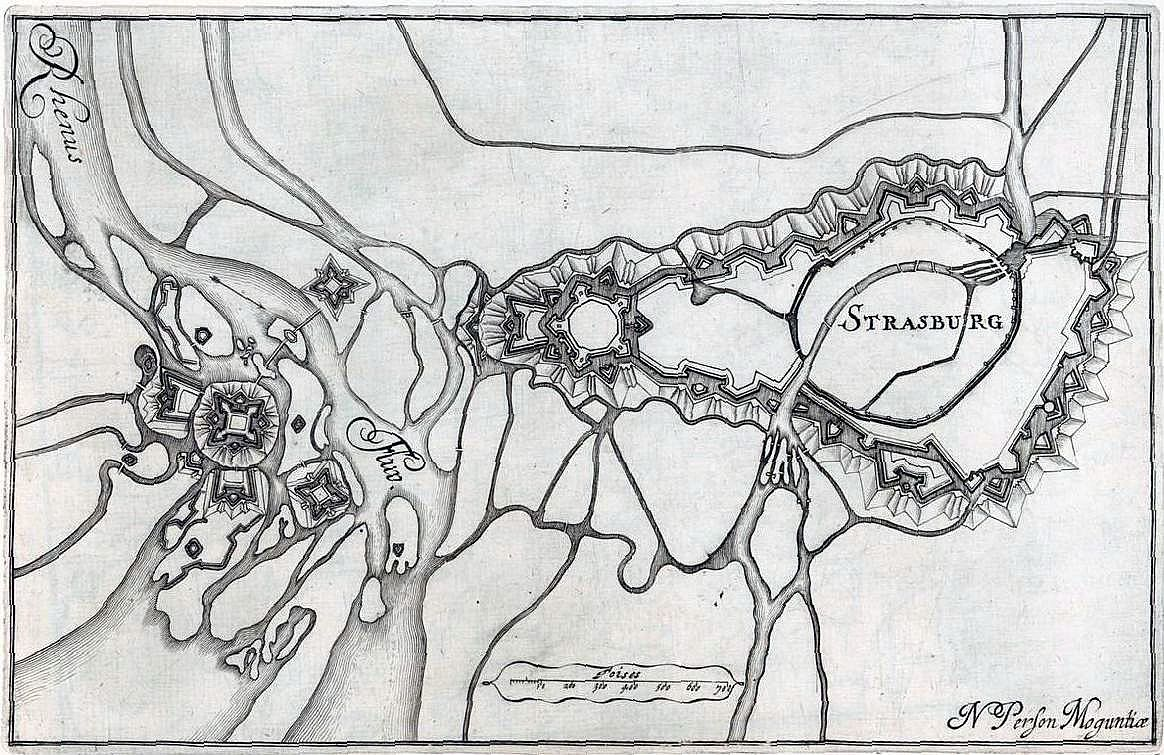
Le corps de place de Strasbourg, construit par Vauban à partir de 1681. Dessin de 1692 (l'est est à gauche).

## Fortifications modernes
Dans le premier système de Vauban, le corps de place est composé de courtines, de bastions surmontés de cavaliers et d'un fossé (lui-même composé d'une escarpe, d'une cunette et d'une contrescarpe).
Dans son second système, Vauban détache les bastions du corps de place, créant ainsi une enceinte extérieure, dite de combat et une enceinte intérieure, appelée de sûreté,,.
Ce corps de place est précédé des dehors (les demi-lunes et les tenailles) et des avancées (le glacis et le chemin couvert).